# Три этюда для Мюриел Белчер
«Три этюда для Мюриел Белчер» (англ. Three Studies of Muriel Belcher) — триптих британского художника ирландского происхождения Фрэнсиса Бэкона, созданный в 1966 году. Он написан маслом на холсте, на нём изображена Мюриел Белчер, которую музыкант Джордж Мелли описал как «доброжелательную ведьму». Она обладала мощной харизмой, была основательницей и владелицей «Colony Room Club», частного паба в доме 41 на улице Дин-стрит в лондонском квартале Сохо. Бэкон был постоянным посетителем этого питейного заведения с конца 1940-х до конца 1960-х годов. Бэкон и Белчер подружились вскоре после того, как она открыла паб в 1948 году, а художник способствовал созданию его репутации в качестве злачного, но весёлого места для встреч художников, писателей, музыкантов, гомосексуалистов и богемы. В период процветания паба среди его завсегдатаев значились Люсьен Фрейд, Джеффри Бернард, Джон Дикин и Генриетта Мораес.
И Белчер, и Бэкон обладали резким, сухим и часто едким остроумием, граничившим с сарказмом и отчуждённым презрением. Они культивировали порой пугающую атмосферу, таким образом Белчер стала субъектом нескольких его картин, в том числе «Сидящей женщины» (портрет Мюриел Белчер), которая в 2007 году была продана за 13,7 млн евро в Париже. Бэкон не рисовал с натуры, и вполне вероятно, что он создавал этот триптих по фотографиям, сделанным Джоном Дикиным.
На каждой панели триптиха Мюриел Белчер изображена на плоском, тёмном и неопределённом фоне. Личность Белчер выражена в работе Бэкона через её распущенные волосы, изогнутые брови и выдающийся нос. На левой части она изображена в полупрофиль, повёрнутый к зрителю правой стороной, на центральной — в анфас, а на правой — в полупрофиль, повёрнутый к зрителю левой стороной. Эта последовательность вызывает чувство движения сродни фотографиям Эдварда Мейбриджа или полицейским фотографиям под арестом. Ёё черты лица сильно искажены в каждом варианте, они написаны длинными и чрезмерно широкими мазками кисти. Бэкон использовал контрастные цветные палитры, чтобы сделать разными тон и настроение панелей. Огненные и агрессивные красные цвета центрального портрета контрастируют с более спокойными сине-серыми тонами правого изображения. Триптих входит в ряд подобных ему полотен с портретами близких друзей Бэкона в подобном искажённом стиле, созданных в конце 1960-х и в самом начале 1970-х годов.
Мюриел Белчер умерла в 1979 году, когда ей едва перевалило за 70 лет. Будучи выставленной в лондонской Галерее Тейт и парижском Большом дворце картина в настоящее время находится в частной коллекции.